# Druidism
Druidismul  este o încercare de a reconstrui o veche religie antică a celților . O diferență fundamentală dintre Druidismul antic și cel modern este că druizii de astăzi nu promovează sacrificiul uman sau animal ci promovează pacea, păstrarea armoniei cu natura.